# 安世鳳
安世鳳（？—？），字鳳來，號舜庭，直隸歸德衛軍籍，山西太原府太谷縣人，明朝政治人物。

## 生平
萬曆七年（1579年）己卯科河南鄉試第十二名，萬曆十一年（1583年）癸未科會試第十一名，登二甲第四十九名進士。吏部觀政，次年授户部主事，十四年管临清鈔关，十五年降调，十六年降解州同知，十八年升宁波府通判，二十一年闲住。

## 家族
曾祖安瑄，曾任訓導；祖父安思恭，曾任訓導；父安所正，曾任貢士。母劉氏。